# Biserica reformată din Petrilaca de Mureș
Biserica reformată din  Petrilaca de Mureș este un monument istoric aflat pe teritoriul satului  Petrilaca de Mureș; comuna Gornești. În Repertoriul Arheologic Național, monumentul apare cu codul 116484.01.

## Localitatea
Petrilaca de Mureș (în maghiară Magyarpéterlaka) este un sat în comuna Gornești din județul Mureș, Transilvania, România. A fost menționat pentru prima oară în anul 1332, cu denumirea Peturlaka.

## Biserica
Localitatea apare în documente din anii 1332-1334, când preotul Pál plătește o dijmă papală cu valoarea de 8 groși anual. Preotul paroh din sat este menționat și într-un document din 1464, în legătură cu un decret semnat de voievodul Ioan Pongracz. 
Conform tradiției orale exista o biserică cu mult timp înaintea Reformei. Clopotul bisericii medievale, din 1498, purta inscripția: „Joanes Marcu – Mathaeus”. Se păstrează de la vechea biserică un potir aurit.
În secolul al XVIII-lea biserica veche este demolată și se construiește o nouă biserică, de mari dimensiuni, pe dealul care domină localitatea.

## Imagini din exterior

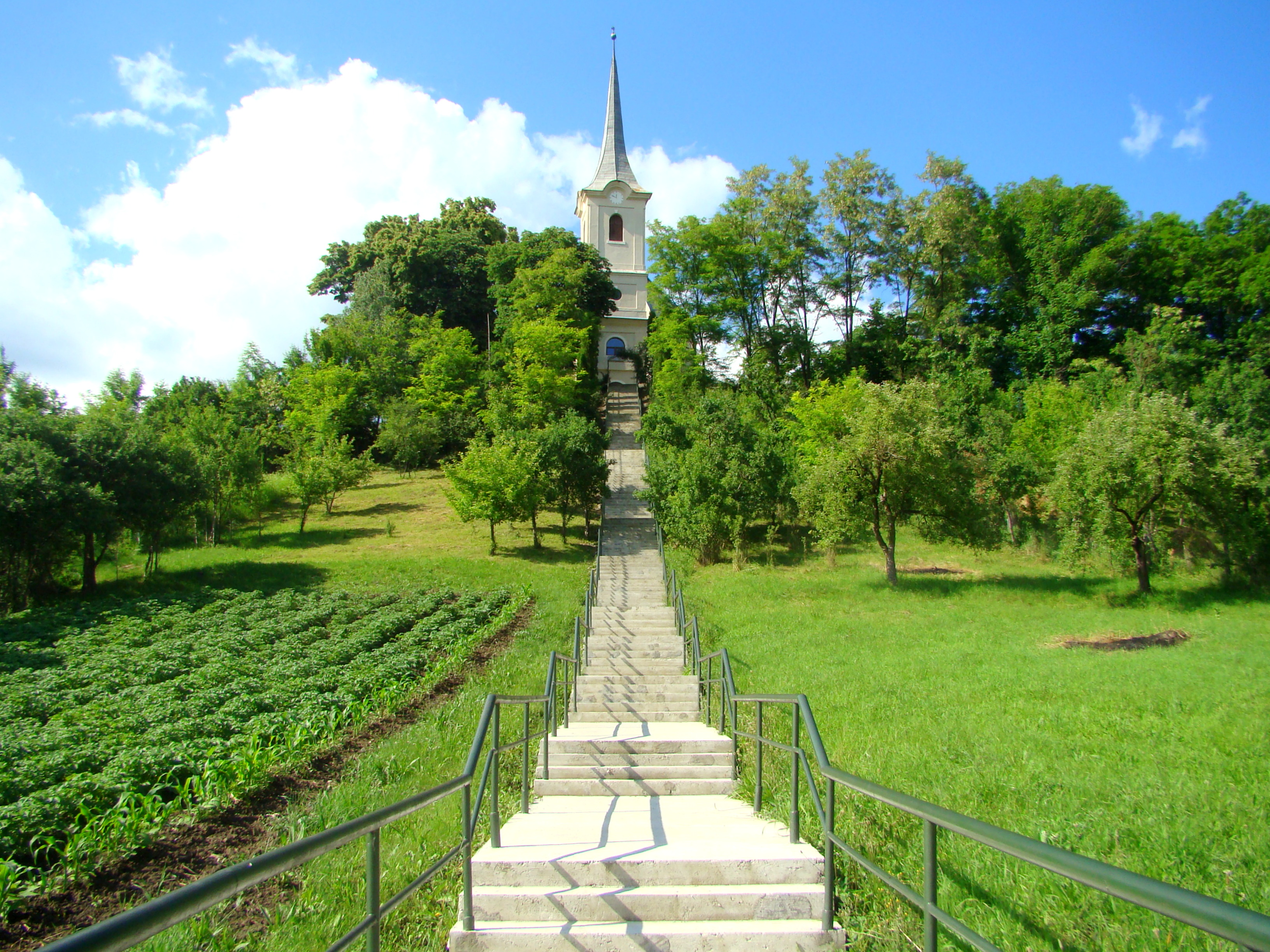
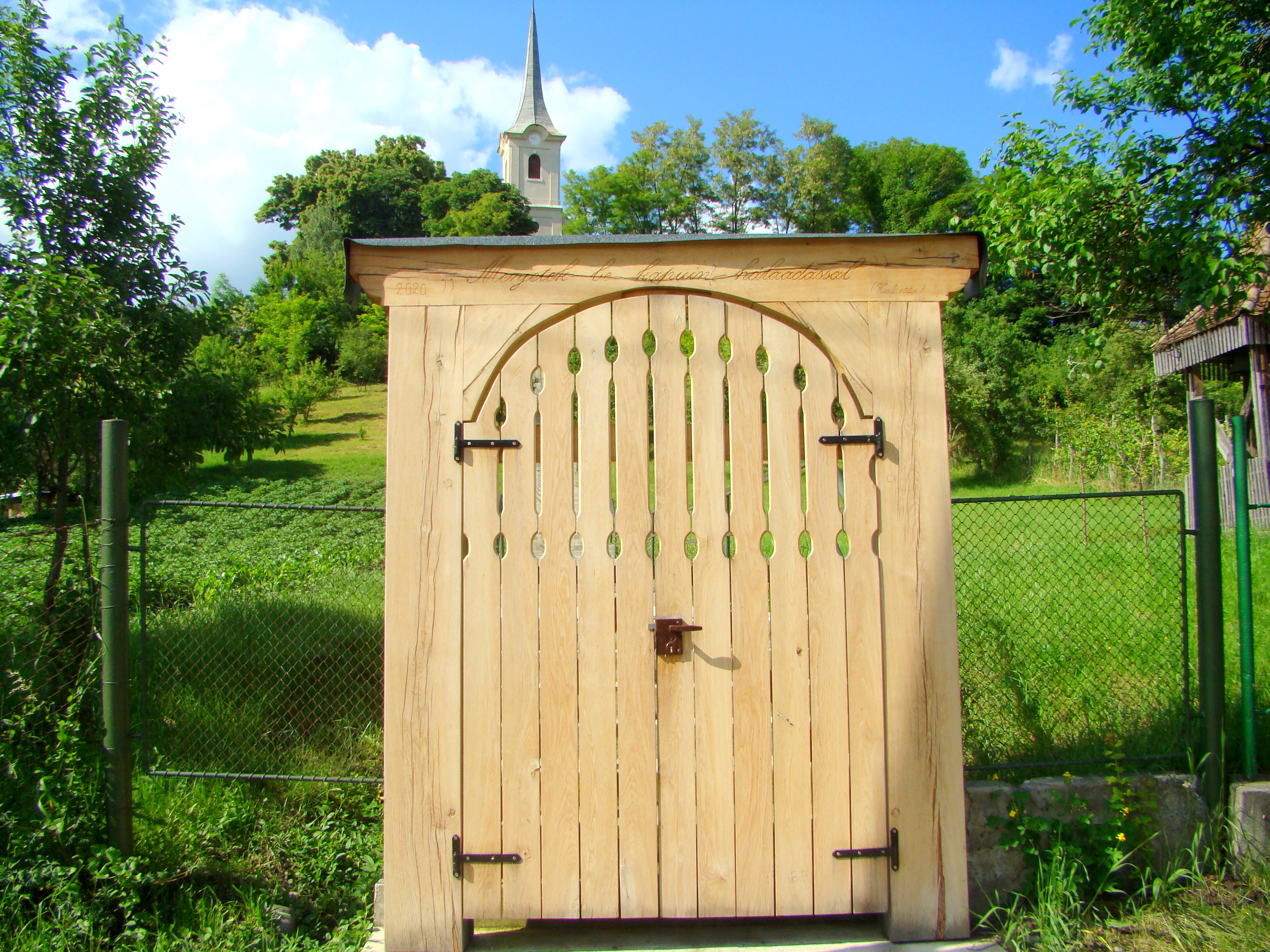
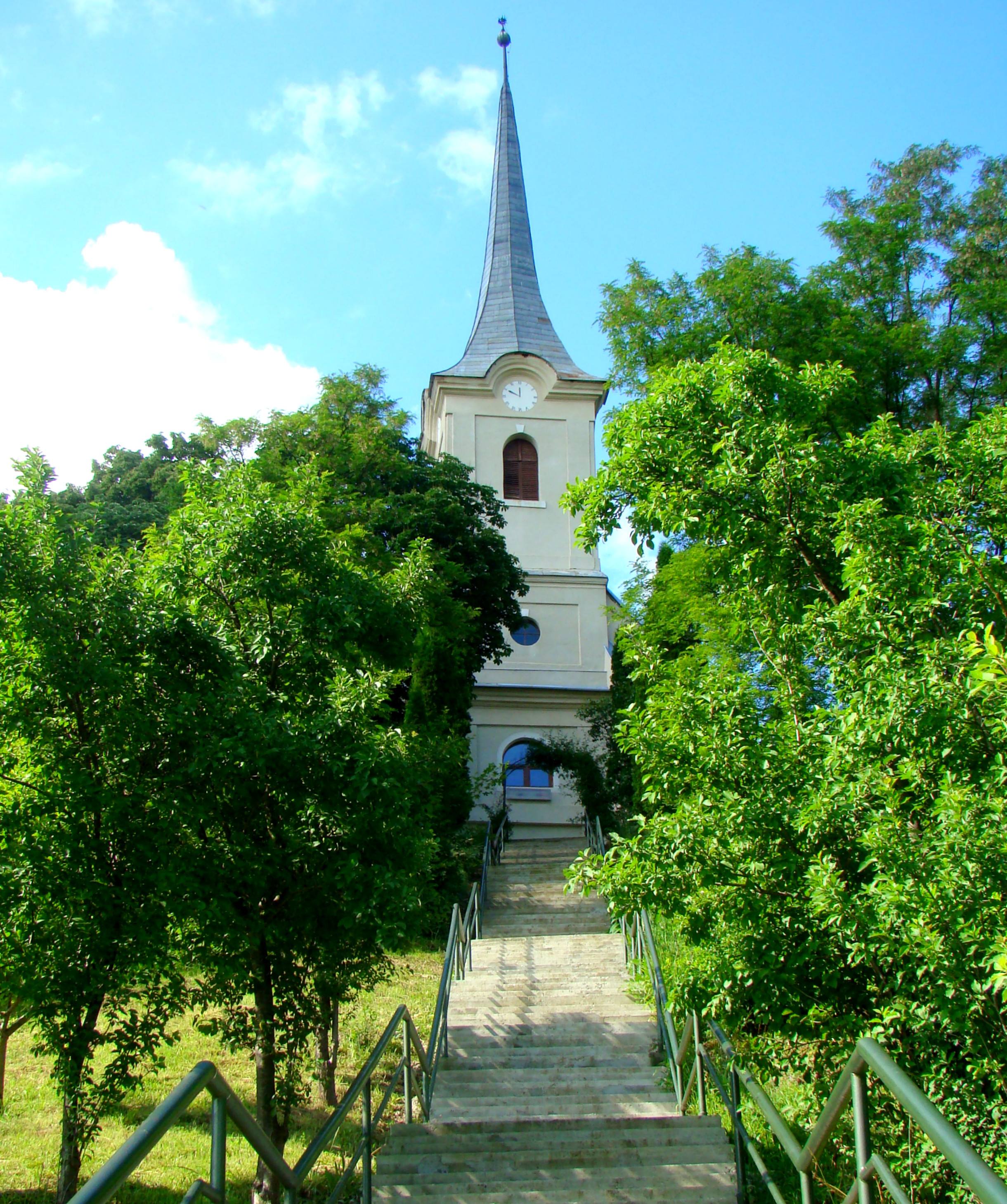
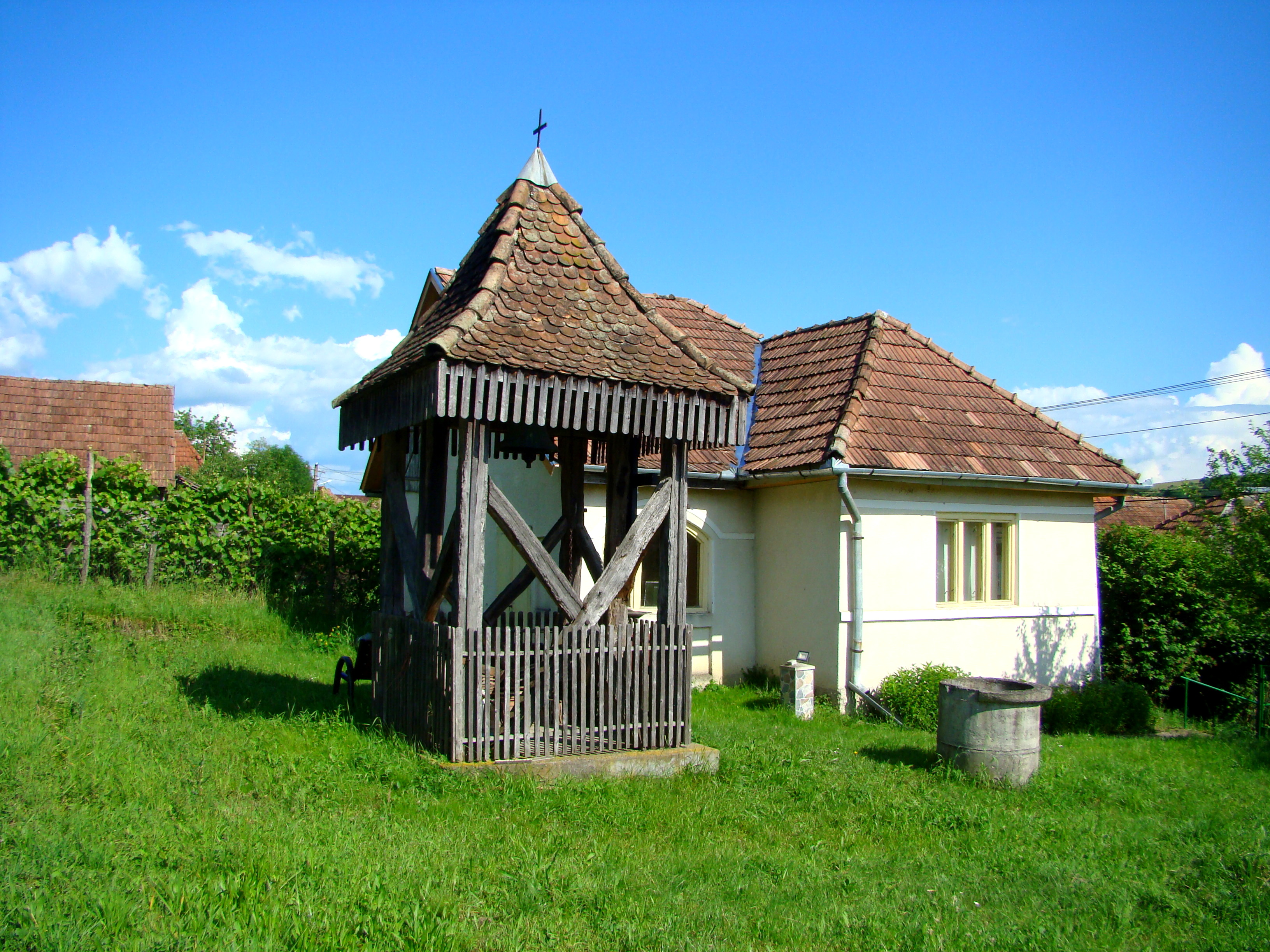
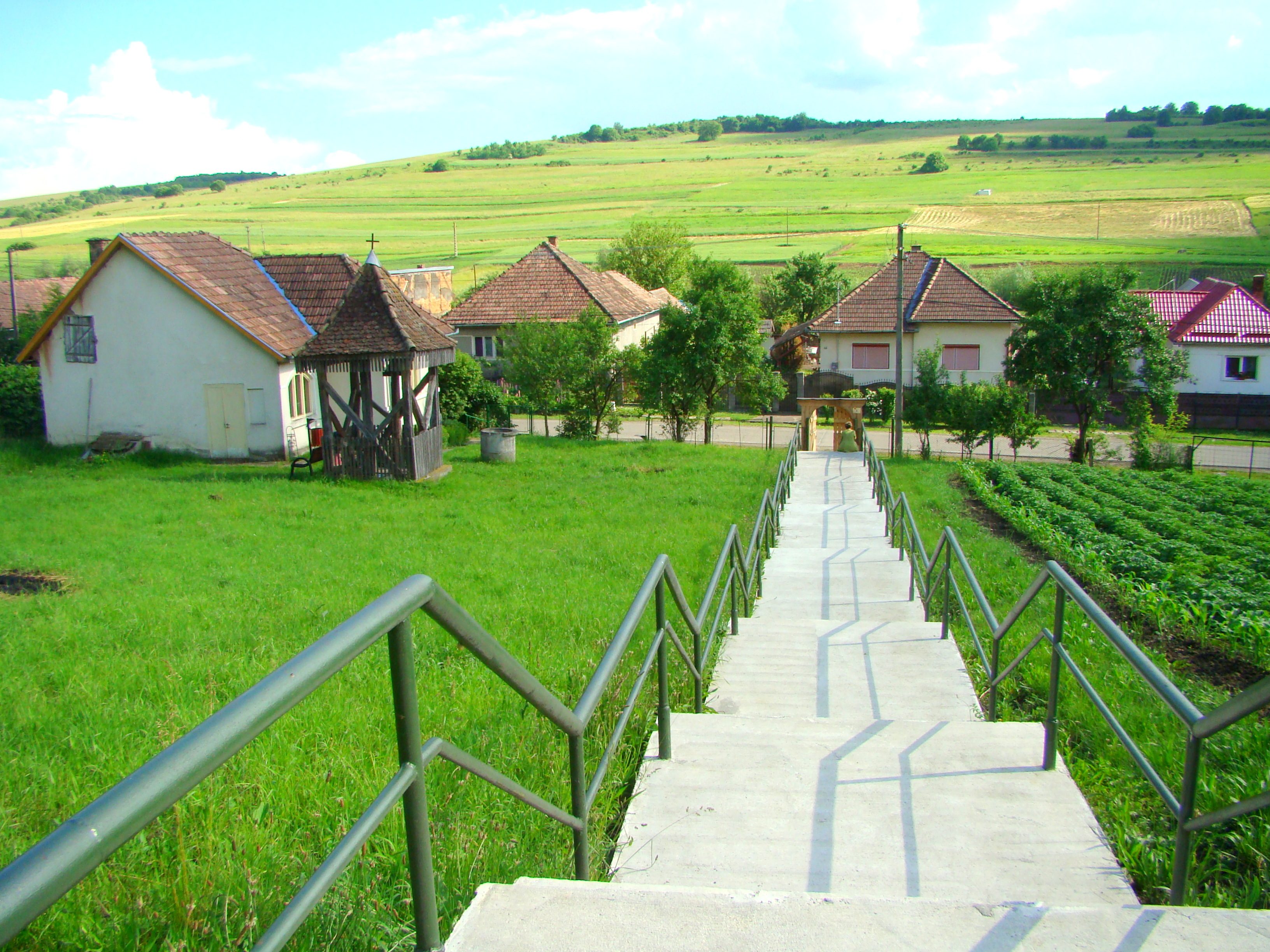

## Vezi și
- Petrilaca de Mureș, Mureș